# Kingsley (Iowa)
Kingsley ist eine Kleinstadt (mit dem Status „City“) im Plymouth County im US-amerikanischen Bundesstaat Iowa. Im Jahr 2010 hatte Kingsley 1411 Einwohner, deren Zahl sich bis 2016 auf 1427 erhöhte. Das U.S. Census Bureau hat bei der Volkszählung 2020 eine Einwohnerzahl von 1.396 ermittelt.
Kingsley ist Teil der Sioux City metropolitan area, die sich auch über die Staatsgrenzen nach Nebraska und South Dakota erstreckt.

## Geografie
Kingsley liegt im Nordwesten Iowas am Little Sioux River, der über den Missouri zum Stromgebiet des Mississippi gehört.
Die Schnittpunkte der Bundesstaaten Iowa, South Dakota und Minnesota sowie der Staaten Iowa, South Dakota und Nebraska liegen 151 km nordwestlich sowie 47,6 km westsüdwestlich von Kingsley.
Die geografischen Koordinaten von Kingsley sind 42° 35′ 18″ nördlicher Breite und 95° 58′ 03″ westlicher Länge. Die Stadt erstreckt sich über eine Fläche von 4,17 km² und ist die größte Ortschaft innerhalb der Garfield Township. Ein kleiner Teil des Stadtgebiets erstreckt sich bis in die westlich benachbarte Elkhorn Township.
Nachbarorte von Kingsley sind Remsen (27 km nördlich), Washta (22,3 km östlich), Pierson (12,9 km südöstlich), Correctionville (27 km in der gleichen Richtung), Moville (14,7 km südwestlich) und Neptune (22,8 km nordwestlich).
Die nächstgelegenen größeren Städte sind die Twin Cities in Minnesota (Minneapolis und Saint Paul) (414 km nordöstlich), Rochester in Minnesota (416 km ostnordöstlich), Cedar Rapids (404 km ostsüdöstlich), Iowas Hauptstadt Des Moines (315 km südöstlich), Kansas City in Missouri (471 km südsüdöstlich), Nebraskas größte Stadt Omaha (185 km südlich), Sioux City (41 km westsüdwestlich) und South Dakotas größte Stadt Sioux Falls (164 km nordnordwestlich).

## Verkehr
Der Iowa Highway 20 verläuft in West-Ost-Richtung wenige Kilometer südlich von Kingsley. Der von Nord nach Süd führende Iowa Highway 140 führt durch das Stadtzentrum und kreuzt den IA 20 südlich des Stadtgebiets. Alle weiteren Straßen sind untergeordnete Landstraßen, teils unbefestigte Fahrwege sowie innerörtliche Verbindungsstraßen.
Mit dem Le Mars Municipal Airport befindet sich 39 km nordwestlich ein kleiner Flugplatz für die Allgemeine Luftfahrt. Die nächsten Verkehrsflughäfen sind der Des Moines International Airport (297 km südöstlich), das Eppley Airfield in Omaha (178 km südlich), der Sioux Gateway Airport in Sioux City (49 km südwestlich) und der Sioux Falls Regional Airport (184 km nordwestlich).

## Geschichte
Nachdem etwas westlich des heutigen Kingsley bereits eine Siedlung mit dem Namen Quorn (benannt nach einem Ort in Leicestershire) bestanden hatte, wurde mit dem Bau einer Eisenbahnlinie an der Stelle der heutigen Stadt eine Bahnstation der Chicago and North Western Transportation Company eingerichtet. Dort wurde 1883 planmäßig eine Siedlung angelegt. Nach dem damit betrauten Nahum Kingsley wurde die neu entstehende Stadt Kingsley genannt. Immer mehr Bewohner und Geschäfte zogen aus Quorn in die neue Stadt, die 1884 als selbstständige Kommune inkorporiert wurde.

## Bevölkerung
Nach der Volkszählung im Jahr 2010 lebten in Kingsley 1411 Menschen in 563 Haushalten. Die Bevölkerungsdichte betrug 338,4 Einwohner pro Quadratkilometer. In den 563 Haushalten lebten statistisch je 2,44 Personen.
Ethnisch betrachtet bestand die Bevölkerung zu 98,2 Prozent aus Weißen. Unabhängig von der ethnischen Zugehörigkeit waren 1,3 Prozent der Bevölkerung spanischer oder lateinamerikanischer Abstammung.
26 Prozent der Bevölkerung waren unter 18 Jahre alt, 49,8 Prozent waren zwischen 18 und 64 und 24,2 Prozent waren 65 Jahre oder älter. 52,4 Prozent der Bevölkerung waren weiblich.
Das mittlere jährliche Einkommen eines Haushalts lag im Jahr 2015 bei 61.161 USD. Das Pro-Kopf-Einkommen betrug 26.490 USD. 10,5 Prozent der Einwohner lebten unterhalb der Armutsgrenze.